# La Couvertoirade
La Couvertoirade település Franciaországban, Aveyron megyében. Lakosainak száma 200 fő (2022. január 1.). La Couvertoirade Cornus, L’Hospitalet-du-Larzac, Nant, Sainte-Eulalie-de-Cernon, Sauclières, Campestre-et-Luc, Le Caylar, Le Cros és Les Rives községekkel határos.

## Népesség
A település népességének változása:
| Lakosok száma | 120  | 134  | 148  | 173  | 178  | 186  | 188  | 189  | 191  | 200  |
|               | 1968 | 1982 | 1990 | 2006 | 2013 | 2015 | 2017 | 2019 | 2020 | 2022 |